# James Thomson (Architekt)

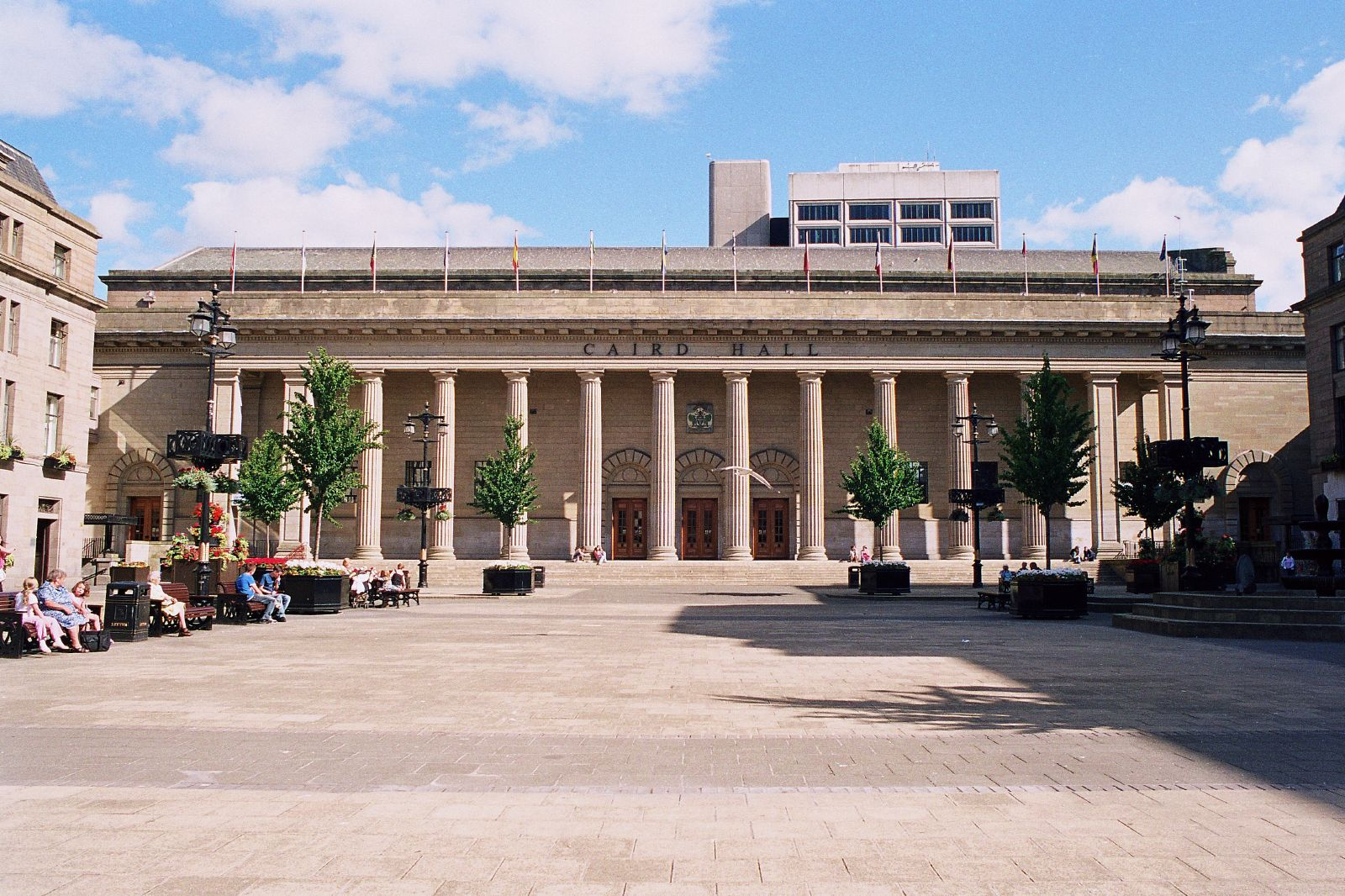
Caird Hall in Dundee

James Thomson (* 1852 in Edinburgh; † 1927 in Dundee) war ein schottischer Ingenieur und Architekt.
Nach seiner Ausbildung in Edinburgh zog er nach Dundee. Dort wurde er 1906 zum Stadtarchitekten ernannt und war verantwortlich für den Bau mehrerer öffentlicher Gebäude, wie der Caird Hall, der Blackness Library (1906), und des Ward Road Museums (1911). Sein Vorschlag einer Umgehungsstraße für den Ort war seiner Zeit weit voraus. Auch sein Plan einer Uferpromenade mit Markthalle und Dachgarten wurde seinerzeit nicht verwirklicht. 1924 setzte er sich zur Ruhe.